# Юрминское сельское поселение
Юрминское се́льское поселе́ние — муниципальное образование в Аромашевском районе Тюменской области Российской Федерации.
Административный центр — деревня Юрминка.

## История
Статус и границы сельского поселения установлены Законом Тюменской области от 5 ноября 2004 года № 263 «Об установлении границ муниципальных образований Тюменской области и наделении их статусом муниципального района, городского округа и сельского поселения».

## Происшествия
В июне 1971 года в день выборов в местные советы районных депутатов из-за пожара в машинно-тракторной мастерской взорвались 150 тонн аммиачной селитры. Это привело к гибели 34 человек и полному уничтожению центральной части деревни.

## Население
| 2010 | 2011 | 2012 | 2013 | 2014 | 2015 | 2016 |
| ---- | ---- | ---- | ---- | ---- | ---- | ---- |
| 621  | ↘618 | ↘595 | ↘575 | ↘558 | ↘551 | →551 |
| 2017 | 2018 | 2019 | 2020 | 2021 | 2023 |      |
| ↘543 | ↘526 | ↗605 | ↘587 | ↘485 | ↘467 |      |

## Состав сельского поселения
| № | Населённый пункт | Тип населённого пункта          | Население |
| - | ---------------- | ------------------------------- | --------- |
| 1 | Вагина           | деревня                         | ↘183      |
| 2 | Юрминка          | деревня, административный центр | ↘438      |